# Sardar Vallabhbhai Patel
Vallabhbhai Jhaverbhai Patel conegut com a Sardar Patel (31 d'octubre de 1875, Nadiad, Guyarat - 15 de desembre de 1950, Bombai) va ser un polític nacionalista i advocat independentista de l'Índia que va exercir com a primer viceprimer ministre i ministre de l'Interior de l'Índia des de 1947 fins a 1950. Va ser un alt líder del Congrés Nacional Indi, que va tenir un paper important en la lluita del país per la independència i la seva integració política. A l'Índia i en altres llocs, se l'anomenava sovint Sardar, que significa cap en hindi, urdú, bengalí i persa. Va actuar com a ministre de l'Interior durant la integració política de l'Índia i la guerra indopakistanesa de 1947.
Patel va néixer a Nadiad, districte de Kheda i va créixer al camp, a l'estat de Gujarat. Va ser un advocat d'èxit. Un dels primers tinents polítics de Mohandas Gandhi, va organitzar camperols de Kheda, Borsad i Bardoli a Gujarat en desobediència civil no violenta contra el Raj Britànic, convertint-se en un dels líders més influents de Gujarat. Va ser designat com el 49è president del Congrés Nacional Indi, organitzant el partit per a les eleccions de 1934 i 1937 mentre promogué el moviment Quit India.
Com a primer ministre de l'Interior i viceprimer ministre de l'Índia, Patel va organitzar esforços de socors per a la partició dels refugiats que fugien del Pakistan al Panjab i Delhi i va treballar per restablir la pau. A més d'aquelles províncies que havien estat sota domini britànic directe, aproximadament 565 estats prínceps autònoms havien estat alliberats de la sobirania britànica per la Llei d'Independència de l'Índia de 1947. Patel, juntament amb Nehru i Menon, van convèncer gairebé tots els estats prínceps per accedir a l'Índia.
El compromís de Patel amb la integració nacional al país recentment independent li va valer el sobrenom d'«Iron Man of India». També se'l recorda com el «sant patró dels funcionaris de l'Índia» per haver jugat un paper pioner en l'establiment del sistema modern de tots els serveis de l'Índia. L'estàtua de la Unitat, l'estàtua més alta del món que va ser erigida pel govern indi amb un cost de 420 milions de dòlars EUA, li va ser dedicada el 31 d'octubre de 2018 i té aproximadament 182 m d'alçada.

## Biografia

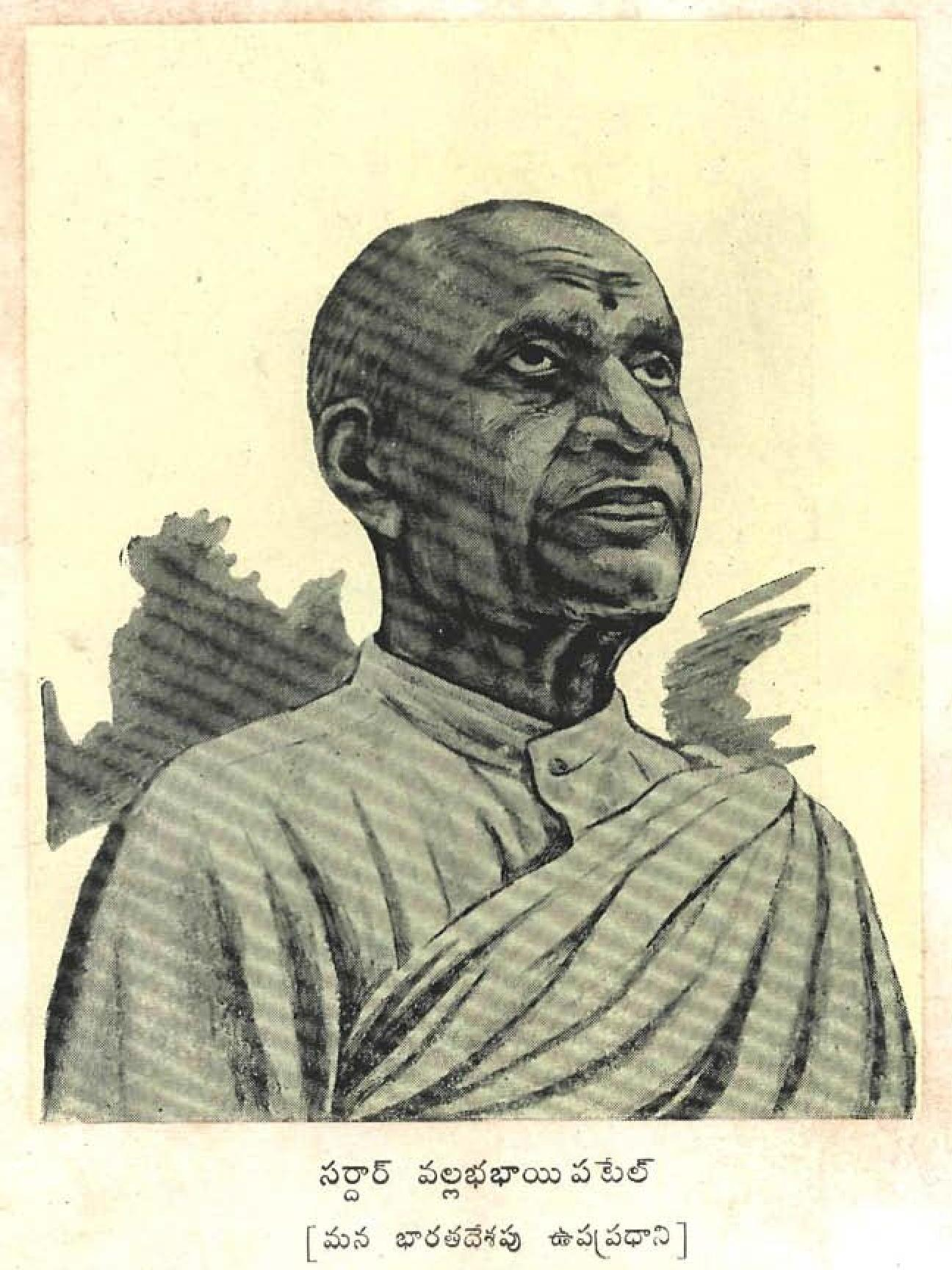
Pintura de Sardar Vallabhai Patel com a viceprimer ministre que va aparèixer al número de 1948 de la revista Chandamama.

Vallabhbhai Jhaverbhai Patel va ser un dels sis fills de Jhaverbhai Patel i Ladba, va néixer a Nadiad, Gujarat. Va seguir el Vixnuisme i va pertànyer a la secta Pushtimarg de Mahaprabhu Vallabhacharya i va prendre el diksha del descendent de Vallabhacharya. La data de naixement de Patel mai es va registrar oficialment; Patel la va definir el 31 d'octubre en els seus exàmens de matrícula. Pertanyia a la comunitat Leva Patel de Gujarat Central, encara que després de la seva fama, tant Leva Patel com Kadava Patidar l'han reclamat com un dels seus.
Patel va viatjar per anar a escoles a Nadiad, Petlad i Borsad, vivint de manera autosuficient amb altres nois. Se suposa que va conrear un caràcter estoic.
Quan Patel va aprovar la seva matrícula a l'edat relativament tardana de 22 anys, els seus grans el consideraven en general com un home poc ambiciós destinat a una feina habitual. El mateix Patel, però, tenia un pla per estudiar, treballar i estalviar fons, viatjar a Anglaterra i ser advocat. Patel va passar anys lluny de la seva família, estudiant pel seu compte amb llibres prestats d'altres advocats, aprovant els seus exàmens en dos anys. En buscar la seva dona Jhaverba a casa dels seus pares, Patel va establir la seva casa a Godhra i va ser cridat al bar. Durant els molts anys que va trigar a estalviar diners, Patel - ara advocat - es va guanyar la reputació d'advocat ferotge i hàbil. La parella va tenir una filla, Maniben, el 1903 i un fill, Dahyabhai, el 1905. Patel també va tenir cura d'un amic que patia la pesta bubònica quan va arrasar Gujarat. Quan el mateix Patel va patir la malaltia, va enviar immediatament la seva família a un lloc segur, va abandonar la seva llar i es va traslladar a una casa aïllada a Nadiad (per altres relats, Patel va passar aquest temps en un temple en ruïnes); allà, es va recuperar lentament.
Patel va exercir l'advocacia a Godhra, Borsad i Anand mentre assumia les càrregues financeres de la seva casa a Karamsad. Patel va ser el primer president i fundador de l'Edward Memorial High School Borsad, avui coneguda com a Jhaverbhai Dajibhai Patel High School. Quan va haver estalviat prou per al seu viatge a Anglaterra i va sol·licitar un passi i un bitllet, es van adreçar a «VJ Patel», a casa del seu germà gran Vithalbhai, que tenia les mateixes inicials que Vallabhai. Després d'haver alimentat una vegada una esperança semblant d'estudiar a Anglaterra, Vithalbhai va recriminar al seu germà petit, dient que seria de mala reputació per a un germà gran seguir al seu germà petit. D'acord amb les preocupacions per l'honor de la seva família, Patel va permetre que Vithalbhai anés al seu lloc.
El 1909, l'esposa de Patel, Jhaverba, va ser hospitalitzada a Bombai per sotmetre's a una important cirurgia per càncer. La seva salut va empitjorar sobtadament i, malgrat l'èxit de la cirurgia d'urgència, va morir a l'hospital. A Patel se li va donar una nota que l'informava de la mort de la seva dona mentre interrogava un testimoni al jutjat. Segons els testimonis, Patel va llegir la nota, se la va embutxacar i va continuar el seu interrogatori i va guanyar el cas. Va donar la notícia als altres només després d'haver acabat el procediment. Patel va decidir no tornar-se a casar. Va criar els seus fills amb l'ajuda de la seva família i els va enviar a escoles d'anglès a Bombai. Als 36 anys va viatjar a Anglaterra i es va matricular al Middle Temple de Londres. En completar un curs de 36 mesos en 30 mesos, Patel va acabar al capdavant de la seva classe tot i no tenir antecedents universitaris anteriors.
Tornant a l'Índia, Patel es va establir a Ahmedabad i es va convertir en un dels advocats amb més èxit de la ciutat. Vestint roba d'estil europeu i amb manierismes urbans, es va convertir en un hàbil jugador de  bridge. Patel va alimentar ambicions per ampliar la seva pràctica i acumular grans riqueses i proporcionar als seus fills una educació moderna. Havia fet un pacte amb el seu germà Vithalbhai per donar suport a la seva entrada a la política a la presidència de Bombai, mentre que Patel romania a Ahmedabad per mantenir la família.

## Lluita per la independència
El setembre de 1917, Patel va pronunciar un discurs a Borsad, animant els indis de tot el país a signar la petició de Gandhi exigint Swaraj – autogovern – de Gran Bretanya. Un mes més tard, va conèixer Gandhi per primera vegada a la Conferència Política de Gujarat a Godhra. Amb l'encoratjament de Gandhi, Patel es va convertir en el secretari del Gujarat Sabha, un organisme públic que es convertiria en el braç gujarati del Congrés Nacional Indi. Patel ara lluitava enèrgicament contra el veth – la servitud forçada dels indis als europeus – i va organitzar esforços de socors arran de la pesta i la fam a Kheda. La petició dels camperols Kheda d'exempció d'impostos havia estat rebutjada per les autoritats britàniques. Gandhi va donar suport a una lluita allà, però no va poder dirigir-la ell mateix a causa de les seves activitats a Champaran. Quan Gandhi va demanar que un activista gujarati s'hi dediqués completament, Patel es va oferir com a voluntari. Tot i que la seva decisió es va prendre al moment, Patel va dir més tard que el seu desig i el seu compromís van venir després d'una intensa contemplació personal, ja que es va adonar que hauria d'abandonar la seva carrera i les seves ambicions materials.
Igual que Mohandas Gandhi (i a diferència de Jawaharlal Nehru), va defensar per l'Índia, l'estatus de domini dins de la Mancomunitat Britànica de Nacions en comptes de la independència.

### Satyagraha a Gujarat
Patel, amb el suport dels voluntaris del Congrés Narhari Parikh, Mohanlal Pandya i Abbas Tyabji, Vallabhbhai Patel va començar un recorregut poble per poble al districte de Kheda, documentant les queixes i demanant als vilatans el seu suport per a una revolta estatal en negar-se a pagar impostos. Patel va posar èmfasi en les dificultats potencials i la necessitat d'una completa unitat i no-violència davant la resposta de provocació de pràcticament tots els pobles. Quan es va iniciar la revolta i es van retenir els ingressos fiscals, el govern va enviar policies i esquadrons d'intimidació per apoderar-se de propietats, inclosa la confiscació d'animals de graner i granges senceres. Patel va organitzar una xarxa de voluntaris per treballar amb pobles individuals, ajudant-los a amagar objectes de valor i protegir-se de les incursions. Milers d'activistes i pagesos van ser arrestats, però Patel no. La revolta va suscitar simpatia i admiració a tota l'Índia, fins i tot entre els polítics indis pro-britànics. El govern va acceptar negociar amb Patel i va decidir suspendre el pagament dels impostos durant un any, fins i tot rebaixant la taxa. Patel va sorgir com un heroi per als gujaratis. El 1920 va ser elegit president del recentment format Comitè del Congrés de Gujarat Pradesh; en serà president fins al 1945. Es va oposar a la lluita armada per principis pràctics més que per raons morals i no es va interessar en la unitat hindú-musulmana. Patel va ser repetidament candidat per a la presidència del Congrés Nacional Indi, la seva actitud intransigent cap als indis musulmans li va proporcionar el suport de Gandhi i finalment, la presidència.
Patel va donar suport al moviment de no cooperació de Gandhi i va recórrer l'estat per reclutar més de 300.000 membres i recaptar més de 1,5  milions de Rs. Ajudant a organitzar fogueres a Ahmedabad on es cremaven mercaderies britàniques, Patel va llençar tota la seva roba d'estil anglès. Juntament amb la seva filla Mani i el seu fill Dahya, va passar completament a portar khadi, la roba de cotó de producció local. Patel també va donar suport a la polèmica suspensió de la resistència de Gandhi arran de l'incident de Chauri Chaura. A Gujarat, va treballar àmpliament els anys següents contra l'alcoholisme, la intocabilitat i la discriminació de castes, així com per l'empoderament de les dones. Al Congrés, va ser un partidari decidit de Gandhi contra els seus crítics swarajistes. Patel va ser escollit president municipal d'Ahmedabad el 1922, 1924 i 1927. Durant els seus mandats, va supervisar millores en les infraestructures: es va augmentar el subministrament d'electricitat, es van estendre els sistemes de drenatge i sanejament per tota la ciutat. El sistema escolar va patir importants reformes. Va lluitar pel reconeixement i el pagament dels professors empleats a les escoles establertes pels nacionalistes (independents del control britànic) i fins i tot va assumir temes sensibles hindús - musulmans. Patel va dirigir personalment els esforços de socors després de les pluges torrencials de 1927 que van provocar grans inundacions a la ciutat i al districte de Kheda, i una gran destrucció de vides i propietats. Va establir centres de refugiats a tot el districte, va mobilitzar voluntaris i va organitzar el subministrament d'aliments, medicaments i roba, així com fons d'emergència del govern i del públic.
Quan Gandhi estava a la presó, els membres del Congrés van demanar a Patel que dirigís la satyagraha a Nagpur el 1923 contra una llei que prohibeix l'aixecament de la bandera índia. Va organitzar milers de voluntaris d'arreu del país per participar en processons de persones que violaven la llei. Patel va negociar un acord per aconseguir l'alliberament de tots els presos i permetent als nacionalistes hissar la bandera en públic. Més tard aquell any, Patel i els seus aliats van descobrir proves que suggereixen que la policia estava aliada amb una banda criminal local relacionada amb Devar Baba a la Borsad tehsil, tot i que el govern es preparava per cobrar un impost important per lluitar contra els dacoits a la zona. Més de 6.000 habitants es van reunir per escoltar a Patel parlar en suport de la proposta d'agitació contra l'impost, que es considerava immoral i innecessari. Va organitzar centenars de congressistes, va enviar instruccions i va rebre informació de tot el districte. Tots els pobles del tehsil es van resistir al pagament de l'impost i van impedir la confiscació de béns i terres. Després d'una lluita prolongada, el govern va retirar l'impost. Els historiadors creuen que un dels èxits clau de Patel va ser la construcció de cohesió i confiança entre les diferents castes i comunitats, que s'havien dividit segons línies socioeconòmiques.
L'abril de 1928 Patel va tornar a la lluita per la independència de les seves funcions municipals a Ahmedabad quan Bardoli va patir una greu doble situació de fam i una forta pujada d'impostos. L'augment dels ingressos va ser més pronunciat del que havia estat a Kheda, tot i que la fam va afectar una gran part de Gujarat. Després de parlar amb els representants del poble, subratllant les dificultats potencials i la necessitat de la no violència i la cohesió, Patel va iniciar la lluita amb una negació total dels impostos. Patel va organitzar voluntaris, campaments i una xarxa d'informació a les zones afectades. La negativa als ingressos va ser més forta que a Kheda, i es van dur a terme moltes satyagrahas de simpatia a tot Gujarat. Malgrat les detencions i les confiscacions de béns i terres, la lluita es va intensificar. La situació va arribar a un punt culminant a l'agost, quan, a través d'intermediaris simpàtics, va negociar un acord que incloïa la derogació de l'augment d'impostos, la reincorporació dels funcionaris del poble que havien dimitit en protesta i la devolució dels béns i terres embargades. Va ser per les dones de Bardoli, durant la lluita i després de la victòria del Congrés Nacional de l'Índia en aquella zona, que Patel va començar a ser anomenada Sardar (o cap).

#### Drets fonamentals i política econòmica: 1931
Sota la presidència de Sardar Patel «drets fonamentals i política econòmica» el Congrés va aprovar la resolució el 1931.

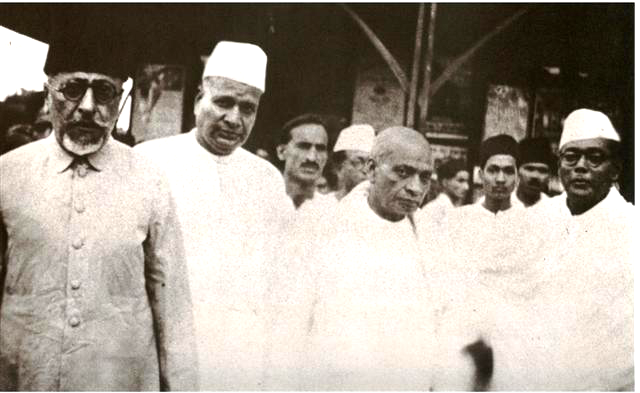
Maulana Azad, Jamnalal Bajaj, Patel (tercer des de l'esquerra, en primer pla), Subhas Chandra Bose i altres congressistes a Wardha.

Quan Gandhi s'embarcava en la Marxa de la sal, Patel va ser arrestat al poble de Ras i va ser jutjat sense testimonis, sense que hi assistís cap advocat ni periodistes. La detenció de Patel i la posterior detenció de Gandhi van fer que el Marxa de la sal s'intensifiqués molt a Gujarat. – districtes de Gujarat van llançar una rebel·lió anti-impost fins que Patel i Gandhi fossin alliberats. Un cop alliberat, Patel va exercir com a president interí del Congrés, però va ser arrestat de nou mentre conduïa una manifestació a Bombai. Després de la signatura del Pacte Gandhi-Irwin, Patel va ser escollit president del Congrés per a la seva sessió de 1931 a Karachi. – aquí el Congrés va ratificar el pacte i es va comprometre amb la defensa dels drets fonamentals i les llibertats civils. Va defensar l'establiment d'una nació laica amb un salari mínim i l'abolició de la intocabilitat i la servitud. Patel va utilitzar el seu càrrec com a president del Congrés per organitzar la devolució de les terres confiscades als agricultors de Gujarat. Després del fracàs de la Conferència de la Taula Rodona a Londres, Gandhi i Patel van ser arrestats el gener de 1932 quan es va reobrir la lluita, i empresonats a la presó central de Yeravda. Durant aquest període de presó, Patel i Gandhi es van apropar l'un a l'altre i els dos van desenvolupar un vincle estret d'afecte, confiança i franquesa. La seva relació mútua es podria descriure com la d'un germà gran (Gandhi) i el seu germà petit (Patel). Tot i tenir discussions amb Gandhi, Patel va respectar els seus instints i lideratge. A la presó, els dos van discutir qüestions nacionals i socials, van llegir èpica hindú i van fer acudits. Gandhi va ensenyar sànscrit a Patel. El secretari de Gandhi, Mahadev Desai, va mantenir registres detallats de les converses entre Gandhi i Patel. Quan Gandhi es va embarcar en un dejuni fins a la mort protestant pels electorats separats destinats als intocables, Patel va cuidar Gandhi de prop i ell mateix es va abstenir de menjar. Patel va ser traslladat més tard a una presó de Nasik, i va rebutjar una oferta britànica d'una breu llibertat per assistir a la cremació del seu germà Vithalbhai, que havia mort l'octubre de 1933. Finalment va ser alliberat el juliol de 1934.
La posició de Patel al més alt nivell al Congrés va estar molt relacionada amb el seu paper a partir de 1934 (quan el Congrés va abandonar el seu boicot a les eleccions) en l'organització del partit. Amb seu a un apartament de Bombai, es va convertir en el principal recaptador de fons del Congrés i president de la seva Junta Parlamentària Central, exercint el paper principal en la selecció i finançament dels candidats per a les eleccions de 1934 a l’Assemblea Legislativa Central a Nova Delhi i per a les eleccions provincials de 1936. A més de recollir fons i seleccionar candidats, també va determinar la posició del Congrés sobre temes i opositors. No disputant un escó, Patel va guiar, tanmateix, congressistes elegits a les províncies ia nivell nacional. El 1935 Patel es va sotmetre a una cirurgia d’hemorroides, però va continuar dirigint els esforços contra la pesta a Bardoli i de nou quan una sequera va afectar Gujarat el 1939. Patel va guiar els ministeris del Congrés que havien guanyat el poder a l'Índia amb l'objectiu de preservar la disciplina del partit – Patel temia que el govern britànic aprofitaria les oportunitats per crear conflictes entre els congressistes electes, i no volia que el partit es distregués de l'objectiu de la independència completa. Patel es va enfrontar amb Nehru, oposant-se a les declaracions d'adopció del socialisme a la sessió del Congrés de 1936, que creia que era una desviació de l'objectiu principal d'aconseguir la independència. El 1938 Patel va organitzar una oposició de base als intents del llavors president del Congrés Subhas Chandra Bose d'allunyar-se dels principis de resistència no violenta de Gandhi. Patel va veure que Bose volia més poder sobre el partit. Va liderar els principals líders del Congrés en una protesta que va resultar en la dimissió de Bose. Però els partidaris de Bose, els socialistes i altres congressistes van criticar que el mateix Patel estava actuant d'una manera autoritària en la seva defensa de l'autoritat de Gandhi.

### Batalla legal amb Subhas Chandra Bose
El germà gran de Patel, Vithalbhai Patel, va morir a Ginebra el 22 d'octubre de 1933.
Vithalbhai i Bose havien estat molt crítics amb el lideratge de Gandhi durant els seus viatges per Europa. Quan Vithalbhai va morir l'octubre de 1933, Bose s'havia convertit en el seu cuidador principal. Al seu llit de mort, va deixar una mena de testament, llegant tres quartes parts dels seus diners a Bose perquè els utilitzés en la promoció de la causa de l'Índia a altres països. Quan Patel va veure una còpia de la carta en què el seu germà havia deixat la majoria de la seva propietat a Bose, va fer una sèrie de preguntes: Per què la carta no va ser certificada per un metge? S'havia conservat el paper original? Per què els testimonis d'aquesta carta eren tots els homes de Bengala i cap dels molts altres veterans activistes per la llibertat i partidaris del Congrés que havien estat presents a Ginebra, on havia mort Vithalbhai? Patel fins i tot pot haver dubtat de la veracitat de la signatura del document. El cas va passar a disposició judicial i després d'una batalla legal que va durar més d'un any, els tribunals van jutjar que el patrimoni de Vithalbhai només podia ser heretat pels seus hereus legals, és a dir, la seva família. Patel va lliurar ràpidament els diners al Vithalbhai Memorial Trust.

### Abandonar el moviment a l'Índia
A l'esclat de la Segona Guerra Mundial, Patel va donar suport a la decisió de Nehru de retirar el Congrés de les legislatures centrals i provincials, contràriament al consell de Gandhi, així com una iniciativa del líder principal Chakravarti Rajagopalachari per oferir el suport total del Congrés a Gran Bretanya si prometia la independència de l'Índia al final de la guerra i va instal·lar un govern democràtic de seguida. Gandhi s'havia negat a donar suport a Gran Bretanya per la seva oposició moral a la guerra, mentre que Subhas Chandra Bose estava en oposició militant als britànics. El govern britànic va rebutjar la iniciativa de Rajagopalachari i Patel va tornar a abraçar el lideratge de Gandhi. Va participar en la crida de Gandhi a la desobediència individual, i va ser arrestat el 1940 i empresonat durant nou mesos. També es va oposar a les propostes de la missió dels Cripps el 1942. Patel va perdre més de vint lliures durant el seu període a la presó.

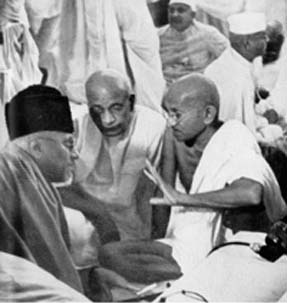
Azad, Patel i Gandhi en una reunió de l'AICC a Bombai, 1940

Mentre que Nehru, Rajagopalachari i Abul Kalam Azad van criticar inicialment la proposta de Gandhi d'una campanya total de desobediència civil per forçar els britànics a concedir la independència de l'Índia, Patel va ser el seu partidari més fervent. Argumentant que els britànics es retirarien de l'Índia com ho havien fet des de Singapur i Birmània, Patel va instar que la campanya comencés sense cap demora. Encara que sentia que els britànics no marxarien immediatament, Patel va afavorir una rebel·lió total que galvanitzés el poble indi, que s'havia dividit en la seva resposta a la guerra. Segons Patel, aquesta rebel·lió obligaria als britànics a reconèixer que la continuació del domini colonial no tenia suport a l'Índia i, per tant, acceleraria la transferència del poder als indis. Creient fermament en la necessitat de la revolta, Patel va declarar la seva intenció de dimitir del Congrés si la revolta no s'aprovava. Gandhi va pressionar fortament el Comitè del Congrés de l'Índia perquè aprovés una campanya total de desobediència civil, i l'AICC va aprovar la campanya el 7 d'agost de 1942. Tot i que la salut de Patel havia patit durant la seva estada a la presó, va pronunciar emotius discursos a grans multituds de tota l'Índia, demanant-los que es neguessin a pagar impostos i que participessin en la desobediència civil, les protestes massives i el tancament de tots els serveis civils. Va recaptar fons i va preparar un segon nivell de comandament com a precaució contra la detenció de líders nacionals. Patel va fer un discurs culminant davant més de 100.000 persones reunides al parc Gowalia Tank a Bombai el 7 d'agost:
| « | El governador de Birmània presumeix a Londres que van deixar Birmània només després de reduir-ho tot a pols. Així doncs, prometeu el mateix a l'Índia?... A les vostres emissions de ràdio i diaris us referiu al govern establert a Birmània pel Japó com a govern titella? Quina mena de govern teniu ara a Delhi?...Quan França va caure abans de l'atac nazi, en plena guerra total, el Sr. Churchill va oferir als francesos la unió amb Anglaterra. De fet, va ser un cop d'estatista inspirat. Però quan es tracta de l'Índia? Oh no! Canvis constitucionals en plena guerra? Absolutament impensable... L'objectiu aquesta vegada és alliberar l'Índia abans que els japonesos puguin venir i estar preparats per lluitar contra ells si arriben. Aplegaran els líders, aplegaran tothom. Llavors serà el deure de cada indi fer el màxim esforç, dins de la no-violència. No s'ha de deixar cap font sense explotar; cap arma sense provar. Aquesta serà l'oportunitat de tota la vida. | » |

Els historiadors creuen que el discurs de Patel va ser fonamental per electrificar els nacionalistes, que fins aleshores havien estat escèptics davant la proposta de rebel·lió. El treball organitzador de Patel en aquest període és acreditat pels historiadors com a garantia de l'èxit de la rebel·lió a tota l'Índia. Patel va ser arrestat el 9 d'agost i va ser empresonat amb tot el Comitè de Treball del Congrés de 1942 a 1945 al fort d’Ahmednagar. Aquí va filar draps, va jugar al bridge, va llegir un gran nombre de llibres, va fer llargues passejades i va practicar la jardineria. També va donar suport emocional als seus col·legues mentre esperava notícies i novetats de l'exterior. Patel estava profundament dolgut per la notícia de la mort de Mahadev Desai i Kasturba Gandhi més tard aquell any. Però Patel va escriure en una carta a la seva filla que ell i els seus col·legues estaven experimentant la màxima pau per haver fet el seu deure. Tot i que altres partits polítics s'havien oposat a la lluita i el govern colonial britànic havia respost empresonant la majoria dels líders del Congrés, el moviment Quit India va ser, amb diferència, la rebel·lió més greu des de la de 1857, com va cablejar el virrei a Winston Churchill. Més de 100.000 persones van ser arrestades i nombrosos manifestants van morir en enfrontaments violents amb la policia Imperial índia. Vagues, protestes i altres activitats revolucionàries havien esclatat per tota l'Índia. Quan Patel va ser alliberat el 15 de juny de 1945, es va adonar que el govern britànic estava preparant propostes per transferir el poder a l'Índia.

## Partició i independència
A les eleccions provincials índies de 1946, el Congrés va guanyar una gran majoria dels escons electes, dominant l'electorat hindú. Tanmateix, la Lliga Musulmana liderada per Muhammad Ali Jinnah va guanyar una gran majoria dels escons de l'electorat musulmà. La Lliga havia decidit el 1940 exigir el Pakistan –  un estat independent per als musulmans –  i va ser un ferotge crític del Congrés. El Congrés va formar governs a totes les províncies excepte a Sind, Panjab i Bengala, on va entrar en coalicions amb altres partits.

### Missió del gabinet i partició
Quan la missió britànica va proposar dos plans de transferència de poder, hi va haver una oposició considerable dins del Congrés a tots dos. El pla del 16 de maig de 1946 proposava una federació fluixa amb una àmplia autonomia provincial, i l'agrupació de províncies basades en la majoria religiosa. El pla del 16 de maig de 1946 proposava la partició de l'Índia en línies religioses, amb més de 565 estats prínceps lliures d'escollir entre la independència o l'adhesió a qualsevol domini. La Lliga va aprovar ambdós plans mentre que el Congrés va rebutjar rotundament la proposta del 16 de maig. Gandhi va criticar que la proposta del 16 de maig era inherentment divisoria, però Patel, adonant-se que rebutjar la proposta significaria que només la Lliga seria convidada a formar govern, va pressionar amb força al Comitè de Treball del Congrés per donar el seu asentiment a la proposta del 16 de maig. Patel va participar en discussions amb els enviats britànics Sir Stafford Cripps i Lord Pethick-Lawrence i va obtenir la garantia que la clàusula d'agrupació no tindria força pràctica, Patel va convencer Jawaharlal Nehru, Rajendra Prasad i Rajagopalachari perquè acceptessin el pla. Quan la Lliga es va retractar de la seva aprovació del pla del 16 de maig, el virrei Lord Wavell va convidar el Congrés a formar govern. Sota Nehru, que va rebre el nom de Vicepresident del Consell Executiu del Virrei, Patel es va fer càrrec dels departaments d'afers interiors i d'informació i radiodifusió. Es va traslladar a una casa de govern a Aurangzeb Road a Delhi, que seria la seva llar fins a la seva mort el 1950.
Vallabhbhai Patel va ser un dels primers líders del Congrés que va acceptar la partició de l'Índia com a solució a l'aixecament del moviment separatista musulmà liderat per Muhammad Ali Jinnah. S'havia indignat per la campanya d'Acció Directa de Jinnah, que havia provocat violència comunitària a tota l'Índia, i pels vetos del virrei als plans del seu departament d'origen per aturar la violència per motius de constitucionalitat. Patel va criticar severament la incorporació del virrei dels ministres de la Lliga al govern i la revalidació de l'esquema d'agrupació per part del govern britànic sense l'aprovació del Congrés. Si bé encara més indignat pel boicot de la Lliga a l'assemblea i la no acceptació del pla del 16 de maig malgrat entrar al govern, també era conscient que Jinnah sí que gaudia del suport popular entre els musulmans i que un conflicte obert entre ell i els nacionalistes podria degenerar en una guerra civil hindú-musulmana de conseqüències desastroses. La continuació d'un govern central dividit i feble, en la ment de Patel, donaria lloc a una fragmentació més àmplia de l'Índia en animar més de 600 estats prínceps cap a la independència. Al desembre de 1946 i gener de 1947, Patel va treballar amb el funcionari VP Menon en el suggeriment d'aquest últim per a un domini separat del Pakistan creat a partir de províncies de majoria musulmana. La violència comunitària a Bengala i Punjab el gener i març de 1947 va convèncer encara més a Patel de la solidesa de la partició. Patel, un ferotge crític de la demanda de Jinnah d'incloure les zones de majoria hindú del Punjab i Bengala en un estat musulmà, va obtenir la partició d'aquestes províncies, bloquejant així qualsevol possibilitat de la seva inclusió al Pakistan. La decisió de Patel en la partició del Panjab i Bengala li havia guanyat molts partidaris i admiradors entre el públic indi, que s'havia cansat de les tàctiques de la Lliga, però va ser criticat per Gandhi, Nehru, els musulmans laics i els socialistes pel seu afany percebut per fer-ho.. Quan Lord Louis Mountbatten va proposar formalment el pla el 3 de juny de 1947, Patel va donar la seva aprovació i va pressionar Nehru i altres líders del Congrés perquè acceptessin la proposta. Coneixent la profunda angoixa de Gandhi pel que fa a les propostes de partició, Patel el va involucrar en una discussió franca en reunions privades sobre el que considerava la impracticabilitat pràctica de qualsevol coalició Congrés-Lliga, l'augment de la violència i l'amenaça de guerra civil. A la reunió del Comitè del Congrés de l'Índia convocada per votar la proposta, Patel va dir:
| « | Aprecio plenament les pors dels nostres germans de [les zones de majoria musulmana]. A ningú li agrada la divisió de l'Índia i el meu cor està pesat. Però l'elecció és entre una divisió i moltes divisions. Hem d'afrontar els fets. No podem deixar pas a l'emotivitat i al sentimentalisme. La Comissió de Treball no ha actuat per por. Però tinc por d'una cosa, que tot el nostre llenç i el nostre esforç d'aquests molts anys es desaprofiti o resulti infructuós. Els meus nou mesos de mandat m'han desil·lusionat completament pel que fa als suposats mèrits del Pla de Missió del Gabinet. Excepte unes poques excepcions honorables, els funcionaris musulmans des de dalt fins als chaprasis (peons o servidors) estan treballant per a la Lliga. El veto comunal concedit a la Lliga en el Pla de la Missió hauria bloquejat el progrés de l'Índia en totes les etapes. Ens agradi o no, el Pakistan de facto ja existeix al Panjab i Bengala. En aquestes circumstàncies, preferiria un Pakistan de jure, que pot fer que la Lliga sigui més responsable. La llibertat està arribant. Tenim entre el 75 i el 80 per cent de l'Índia, que podem fer fort amb el nostre propi geni. La Lliga pot desenvolupar la resta del país. | » |

Després que Gandhi va rebutjar el pla i el Congrés va aprovar, Patel va representar l'Índia al Consell de Partició, on va supervisar la divisió dels béns públics, i va seleccionar el consell de ministres indi amb Nehru. No obstant això, ni Patel ni cap altre líder indi havien previst la intensa violència i el trasllat de població que tindria lloc amb la partició. Patel va prendre el lideratge en l'organització de subministraments d'ajuda i d'emergència, l'establiment de camps de refugiats i la visita a les zones frontereres amb líders pakistanesos per fomentar la pau. Malgrat aquests esforços, el nombre de morts s'estima entre 500.000 i 1 milió de persones. El nombre estimat de refugiats als dos països supera els 15 milions. Entenent que els policies de Delhi i Punjab, acusats d'organitzar atacs contra musulmans, es van veure afectats personalment per les tragèdies de la partició, Patel va cridar l’exèrcit indi amb regiments del sud de l'Índia perquè restablissin l'ordre, imposant tocs de queda estrictes i ordres de tir a la vista. En visitar la zona de Nizamuddin Auliya Dargah a Delhi, on milers de musulmans de Delhi temien atacs, va resar al santuari, va visitar la gent i va reforçar la presència de la policia. Va suprimir de la premsa els informes d'atrocitats al Pakistan contra hindús i sikhs per prevenir la violència de represàlia. En establir el Comitè d'Emergència de Delhi per restablir l'ordre i organitzar els esforços de socors per als refugiats a la capital, Patel va advertir públicament els funcionaris de la parcialitat i la negligència. Quan van arribar a Patel els informes que grans grups de sikhs s'estaven preparant per atacar els combois musulmans que es dirigien cap al Pakistan, Patel es va afanyar a Amritsar i es va trobar amb líders sikhs i hindús. Argumentant que atacar persones indefenses era covard i deshonroso, Patel va emfatitzar que les accions sikhs donarien lloc a més atacs contra hindús i sikhs al Pakistan. Va assegurar als líders de la comunitat que si treballaven per establir la pau i l'ordre i garantir la seguretat dels musulmans, el govern indi reaccionaria amb força a qualsevol fracàs del Pakistan per fer el mateix. A més, Patel es va dirigir a una multitud massiva d'aproximadament 200.000 refugiats que havien envoltat el seu cotxe després de les reunions:
Aquí, en aquesta mateixa ciutat, la sang dels hindús, sikhs i musulmans es va barrejar en la bany de sang de Jallianwala Bagh. Em fa pena pensar que les coses han arribat a tal punt que cap musulmà pot anar a Amritsar i cap hindú o sikh pot pensar ni tan sols a viure a Lahore. La carnisseria d'homes, dones i nens innocents i indefensos no convé als homes valents... Estic segur que l'interès de l'Índia rau a fer que tots els seus homes i dones travessin la frontera i enviar tots els musulmans del Punjab oriental. He vingut a vostè amb una crida específica. Promet la seguretat dels refugiats musulmans que travessen la ciutat. Qualsevol obstacle o impediment només empitjorarà la difícil situació dels nostres refugiats que ja estan realitzant prodigioses gestes de resistència. Si hem de lluitar, hem de lluitar net. Aquesta lluita ha d'esperar un temps i condicions adequats i cal estar atent a l'hora de triar el vostre terreny. Lluitar contra els refugiats no és cap lluita. Cap llei d'humanitat o guerra entre homes honorables permet l'assassinat de persones que han buscat refugi i protecció. Que hi hagi treva durant tres mesos en què ambdues parts puguin intercanviar els seus refugiats. Aquest tipus de truc està permès fins i tot per les lleis de la guerra. Prenguem la iniciativa per trencar aquest cercle viciós d'atacs i contraatacs. Agafa les mans durant una setmana i mira què passa. Feu lloc als refugiats amb la vostra pròpia força de voluntaris i deixeu-los lliurar els refugiats de manera segura a la nostra frontera.
Després del seu diàleg amb els líders de la comunitat i del seu discurs, no es van produir més atacs contra els refugiats musulmans, i aviat es va restablir una pau i un ordre més amplis a tota la zona. No obstant això, Patel va ser criticat per Nehru, els musulmans laics i Gandhi pel seu suposat desig de veure marxar musulmans d'altres parts de l'Índia. Tot i que Patel va negar amb vehemència aquestes acusacions, l'acritud amb Abul Kalam Azad i altres líders musulmans laics va augmentar quan Patel es va negar a destituir el comissari de policia sikh de Delhi, que va ser acusat de discriminació. Els líders hindús i sikhs també van acusar Patel i altres líders de no prendre el Pakistan prou per encarregar-se dels atacs a les seves comunitats allà, i els líders musulmans el van criticar encara més per haver descuidat les necessitats dels musulmans que marxaven al Pakistan i concentrar els recursos per als hindús i sikhs entrants. refugiats. Patel es va enfrontar amb Nehru i Azad per l'assignació de cases a Delhi desocupades pels musulmans que marxaven cap al Pakistan; Nehru i Azad volien destinar-los als musulmans desplaçats, mentre que Patel va argumentar que cap govern que professi el secularisme ha de fer aquestes exclusions. No obstant això, Patel va ser defensat públicament per Gandhi i va rebre una àmplia admiració i suport per parlar amb franquesa sobre qüestions comunals i actuar amb decisió i recursos per sufocar el desordre i la violència.

### Integració política de l'Índia independent
Com a primer ministre de l'Interior, Patel va tenir un paper clau en la integració dels estats prínceps a la federació índia. Aquest assoliment va formar la pedra angular de la popularitat de Patel en l'era posterior a la independència. Encara avui se'l recorda com l'home que va unir l'Índia. En aquest sentit, es compara amb Otto von Bismarck, que va unificar els molts estats alemanys el 1871. Segons el pla del 3 de juny, més de 565 estats prínceps tenien l'opció d'unir-se a l'Índia o al Pakistan, o triar la independència. Els nacionalistes indis i amplis segments de la ciutadania temien que si aquests estats no hi accedeixen, la majoria de la gent i el territori es fragmentarien. El Congrés, així com alts funcionaris britànics, consideraven a Patel el millor home per a la tasca d'aconseguir la conquesta dels estats principescos pel domini indi. Gandhi havia dit a Patel: «El problema dels Estats és tan difícil que només tu el pots resoldre». Patel era considerat un home d'estat íntegre amb la perspicàcia pràctica i la determinació d'aconseguir una tasca monumental. Li va preguntar a V. P. Menon, un alt funcionari amb el qual havia treballat en la partició de l'Índia, per esdevenir la seva mà dreta com a secretari en cap del Ministeri dels Estats. El 6 d'agost de 1947, Patel va començar a pressionar els prínceps, intentant fer-los receptius al diàleg amb el futur govern i prevenir possibles conflictes. Patel va utilitzar reunions socials i entorns no oficials per involucrar la majoria dels monarques, convidant-los a dinar i prendre un te a casa seva a Delhi. En aquestes reunions, Patel va explicar que no hi havia cap conflicte inherent entre el Congrés i l'orde príncep. Patel va invocar el patriotisme dels monarques de l'Índia, demanant-los que s'unís a la independència de la seva nació i actuïn com a governants responsables que es preocupessin pel futur del seu poble. Va persuadir els prínceps de 565 estats de la impossibilitat de la independència de la república índia, sobretot davant la presència d'una oposició creixent dels seus súbdits. Va proposar condicions favorables per a la fusió, inclosa la creació de moneders privats per als descendents dels governants. Tot i que va animar els governants a actuar per patriotisme, Patel no va descartar la força. Subratllant que els prínceps haurien d'accedir a l'Índia de bona fe, va fixar un termini el 15 d'agost de 1947 perquè signessin l'instrument d'adhesió. Tots els estats menys tres es van fusionar voluntàriament a la unió índia; només Jammu i Caixmir, Junagadh i Hyderabad no van caure a la seva cistella.
Junagadh va ser especialment important per a Patel, ja que es trobava al seu estat natal de Gujarat. També va ser important perquè en aquest districte de Kathiawar hi havia el temple de Somnath ultraric (que al segle xi havia estat saquejat per Mahmud de Ghazna, que va danyar el temple i els seus ídols per robar-li les seves riqueses, incloses maragdes, diamants i or). Sota la pressió de Sir Shah Nawaz Bhutto, el Nawab havia accedit al Pakistan. No obstant això, estava força lluny del Pakistan, i el 80% de la seva població era hindú. Patel va combinar la diplomàcia amb la força, exigint que el Pakistan anul·lés l'adhesió i que els Nawab accedeixin a l'Índia. Va enviar l'exèrcit a ocupar tres principats de Junagadh per mostrar la seva determinació. Després de les protestes generalitzades i la formació d'un govern civil, o Aarzi Hukumat, tant Bhutto com el Nawab van fugir a Karachi, i sota les ordres de Patel l’exèrcit indi i unitats policials van marxar a l'estat. Un plebiscit organitzat posteriorment va produir un vot del 99,5% a favor de la fusió amb l'Índia. En un discurs al Bahauddin College de Junagadh després de la presa de possessió d'aquest últim, Patel va emfatitzar el seu sentiment d'urgència a Hyderabad, que considerava més vital per a l'Índia que per a Caixmir:
| « | Si Hyderabad no veu l'escriptura a la paret, seguirà elcamí de Junagadh. El Pakistan va intentar posar el Caixmir contra Junagadh. Quan vam plantejar la qüestió de l'assentament d'una manera democràtica, ells (Pakistan) ens van dir de seguida que ho tindrien en compte si aplicàvem aquesta política al Caixmir. La nostra resposta va ser que estaríem d'acord amb el Caixmir si ho acceptaven a Hyderabad. | » |

Hyderabad era el més gran dels estats prínceps, i incloïa parts dels actuals estats de Telangana, Andhra Pradesh, Karnataka i Maharashtra. El seu governant, l'Nizam Osman Ali Khan, era musulmà, encara que més del 80% de la seva gent era hindú. Els Nizam van buscar la independència o l'adhesió al Pakistan. Les forces musulmanes lleials a Nizam, anomenades Razakars, sota Qasim Razvi, van pressionar els Nizam perquè resistessin contra l'Índia, mentre organitzaven atacs contra les persones en sòl indi. Tot i que es va signar un Acord de Standstill a causa dels esforços desesperats de Lord Mountbatten per evitar una guerra, els Nizam van rebutjar els acords i van canviar les seves posicions. El setembre del 1948, Patel va destacar en les reunions del gabinet que l'Índia no hauria de parlar més, i va reconciliar Nehru i el governador general, Chakravarti Rajgopalachari, amb l'acció militar. Després dels preparatius, Patel va ordenar a l'exèrcit indi que envaís Hyderabad (en la seva qualitat de primer ministre en funcions) quan Nehru estava de gira per Europa. L'acció es va anomenar Operació Polo, i milers de forces de Razakar van morir, però Hyderabad va ser assegurada i integrada a la Unió Índia. L'objectiu principal de Mountbatten i Nehru per evitar una annexió forçada era prevenir un esclat de violència hindú-musulmana. Patel va insistir que si se li permetés a Hyderabad continuar com un enclavament de nació independent envoltat per l'Índia, el prestigi del govern cauria, i llavors ni hindús ni musulmans se sentirien segurs al seu regne. Després de derrotar a Nizam, Patel el va retenir com a cap cerimonial d'estat i va mantenir converses amb ell.
Després de la independència índia el 1947, va mantenir diversos llocs ministerials. És recordat per aconseguir la integració pacífica dels estats principescs indis dins de la unió índia i la solidarització política de la nació.

## Liderant l'Índia
El governador general de l'Índia, Chakravarti Rajagopalachari, juntament amb Nehru i Patel, van formar el triumvirat que va governar l'Índia de 1948 a 1950. El primer ministre Nehru era molt popular entre les masses, però Patel gaudia de la lleialtat i la fe dels congressistes de base, líders estatals i funcionaris de l'Índia. Patel va ser un alt líder de l’Assemblea Constituent de l'Índia i va ser responsable en gran manera de donar forma a la constitució de l'Índia.
Patel era el president dels comitès responsables de les minories, les àrees tribals i excloses, els drets fonamentals i les constitucions provincials. Patel va pilotar un model de constitució per a les províncies a l'Assemblea, que contenia poders limitats per al governador de l'estat, que deferiria al president. – va aclarir que no era la intenció de deixar que el governador exerceixi el poder que pogués impedir un govern electe. Va treballar estretament amb els líders musulmans per acabar amb els electorats separats i amb la demanda més potent de reserves d'escons per a les minories. La seva intervenció va ser clau per a l'aprovació de dos articles que protegien els funcionaris de la implicació política i garantien els seus termes i privilegis. També va ser fonamental en la fundació del Servei Administratiu Indi i del Servei de Policia de l'Índia, i per a la seva defensa dels funcionaris indis dels atacs polítics; és conegut com el "sant patró" dels serveis de l'Índia. Quan una delegació d'agricultors de Gujarati es va acostar a ell esmentant la seva incapacitat d'enviar la seva producció de llet als mercats sense que els intermediaris l'enviïn, Patel els va exhortar a organitzar el processament i la venda de llet per ells mateixos, i els va guiar per crear la cooperativa operativa Milk Producers' Union Limited, del districte de Kaira que va precedir la marca de productes de llet Amul. Patel també es va comprometre a reconstruir l'antic però en ruïnes temple Somnath a Saurashtra. Va supervisar els treballs de restauració i la creació d'un fideïcomís públic, i es va comprometre a dedicar el temple un cop acabades les obres (l'obra es va completar després de la seva mort i el temple va ser inaugurat pel primer president de l'Índia, el Dr. Rajendra Prasad).
Quan la invasió pakistanesa del Caixmir va començar el setembre de 1947, Patel immediatament va voler enviar tropes al Caixmir. Però, d'acord amb Nehru i Mountbatten, va esperar fins que el monarca del Caixmir hagués arribat a l'Índia. Aleshores, Patel va supervisar les operacions militars de l'Índia per assegurar Srinagar i el pas de Baramulla, i les forces van recuperar gran part del territori dels invasors. Patel, juntament amb el ministre de Defensa Baldev Singh, va administrar tot l'esforç militar, organitzant que les tropes de diferents parts de l'Índia fossin precipitades al Caixmir i que una carretera militar important que connectés Srinagar amb Pathankot es construís en sis mesos. Patel va aconsellar fermament a Nehru que no anés a buscar arbitratge a les Nacions Unides, insistint que el Pakistan s'havia equivocat en donar suport a la invasió i l'adhesió a l'Índia era vàlida. No volia ingerència estrangera en un afer bilateral. Patel es va oposar a l'alliberament de 550 milions de Rs al govern del Pakistan, convençut que els diners anirien a finançar la guerra contra l'Índia al Caixmir. El gabinet havia aprovat el seu punt, però es va revertir quan Gandhi, que temia una rivalitat intensificada i una violència comunitària més gran, va fer un ràpid a mort per obtenir l'alliberament. Patel, tot i que no s'allunyava de Gandhi, es va sentir profundament ferit pel rebuig del seu advocat i una decisió del gabinet.
El 1949 va sorgir una crisi quan el nombre de refugiats hindús que van entrar a Bengala Occidental, Assam i Tripura des del Pakistan Oriental va augmentar a més de 800.000. En molts casos, els refugiats estaven sent desallotjats per la força per les autoritats pakistaneses i eren víctimes d'intimidació i violència. Nehru va convidar Liaqat Ali Khan, primer ministre del Pakistan, a trobar una solució pacífica. Malgrat la seva aversió, Patel es va reunir amb Khan a contracor i va discutir l'assumpte. Patel va criticar fermament el pla de Nehru de signar un pacte que crearia comissions de minories en ambdós països i comprometia tant l'Índia com el Pakistan a un compromís de protegir les minories dels altres. Syama Prasad Mookerjee i K. C. Neogy, dos ministres bengalís, van dimitir, i Nehru va ser intensament criticat a Bengala Occidental per presumptament apaivagar el Pakistan. El pacte va estar immediatament en perill. Patel, però, va acudir públicament en ajuda de Nehru. Va pronunciar emotius discursos als membres del Parlament i al poble de Bengala Occidental, i va parlar amb desenes de delegacions de congressistes, hindús, musulmans i altres grups d'interès públic, persuadir-los perquè fessin un últim esforç per a la pau.
L'abril de 2015, el govern de l'Índia va desclassificar els informes de vigilància que suggerien que Patel, mentre que el ministre de l'Interior, i Nehru estaven entre els funcionaris implicats en un presumpte espionatge autoritzat pel govern a la família de Subhas Chandra Bose.

### Pare de tots els serveis de l'Índia
No hi ha alternativa a aquest sistema administratiu... La Unió anirà, no tindreu una Índia unida si no teniu un bon servei de tota l'Índia que tingui independència per expressar la seva opinió, que tingui la sensació de seguretat que vostè donarà suport al vostre treball... Si no adopteu aquest curs, no seguiu la Constitució actual. Substitueix una altra cosa... aquesta gent és l'instrument. Traieu-los i no veig més que una imatge del caos a tot el país.
També va ser fonamental en la creació de All India Services, que va descriure com el "Marc d'acer" del país. En la seva adreça a les persones en prova d'aquests serveis, els va demanar que es guiïn per l'esperit de servei en l'administració del dia a dia. Els va recordar que l’ICS ja no era ni Imperial, ni civil, ni impregnat de cap esperit de servei després de la independència. La seva exhortació als vigilants a mantenir la màxima imparcialitat i incorruptibilitat de l'administració és tan rellevant avui com ho era llavors. “Un funcionari no es pot permetre i no ha de participar en política. Tampoc ha d'implicar-se en disputes comunals. Apartar-se del camí de la rectitud en qualsevol d'aquests aspectes és degradar el servei públic i rebaixar-ne la dignitat", els havia advertit el 21 d'abril de 1947.
Ell, més que ningú a l'Índia posterior a la independència, es va adonar del paper crucial que juguen els serveis civils en l'administració d'un país, no només per mantenir la llei i l'ordre, sinó per dirigir les institucions que proporcionen el ciment vinculant a una societat. Ell, més que cap altre contemporani seu, era conscient de les necessitats d'una estructura administrativa sòlida i estable com a eix d'un sistema polític en funcionament. Els serveis administratius actuals de tota l'Índia deuen el seu origen a la sagacitat de l'home i, per tant, se'l considera el pare dels serveis moderns de tots l'Índies.

## Relacions amb Gandhi i Nehru

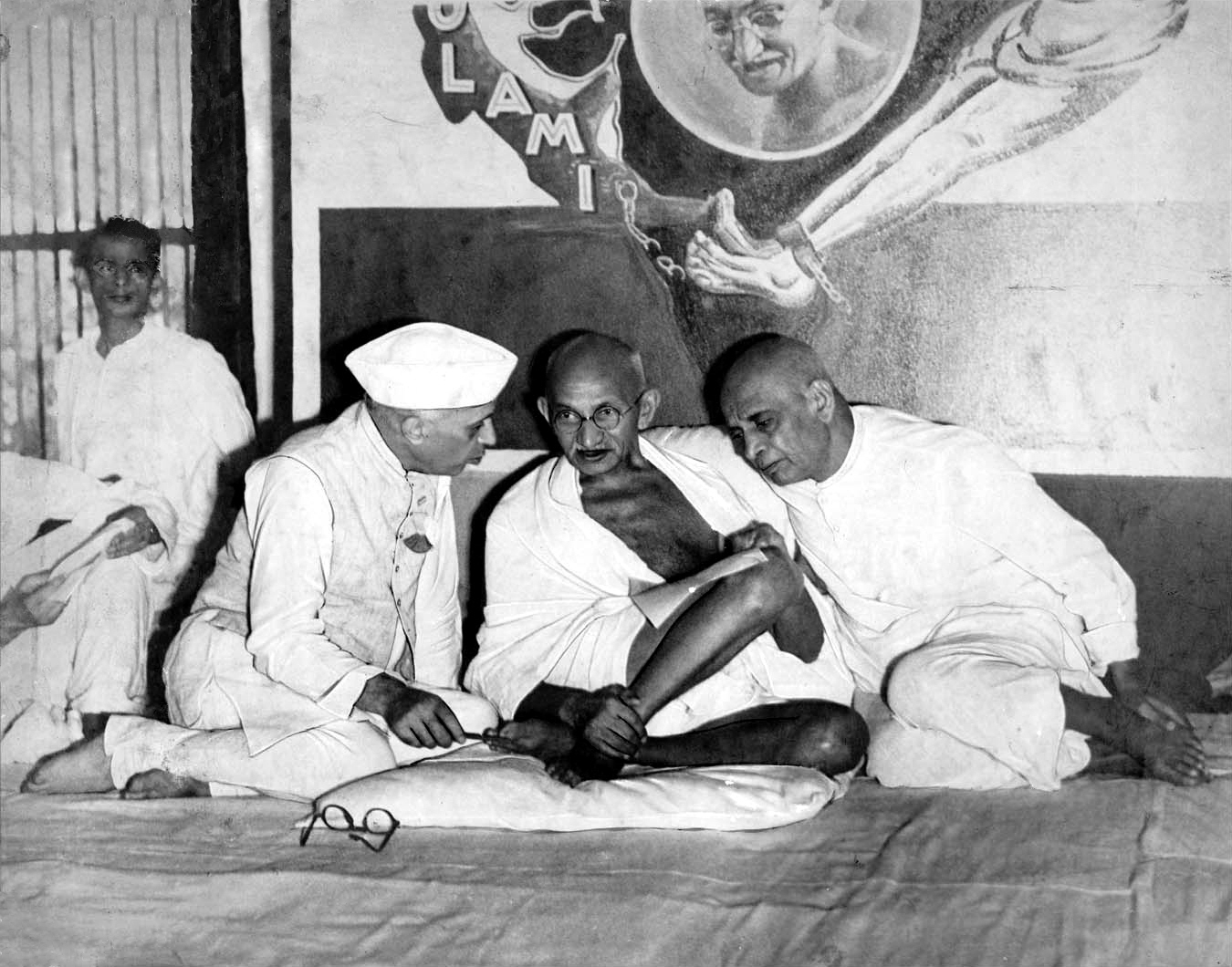
Nehru, Gandhi i Patel el 1946

Rajmohan Gandhi, en el seu llibre, escriu que Nehru es va centrar a mantenir l'harmonia religiosa, establir una política exterior independent i construir una base tecnològica i industrial, mentre que Patel es va centrar a aconseguir que els estats principescos s'incorporessin a la Unió Índia, modernitzant els serveis administratius i construir un consens transversal sobre els elements significatius de la Constitució.
Patel era intensament lleial a Gandhi, i tant ell com Nehru buscaven en ell per arbitrar les disputes. Tanmateix, Nehru i Patel es van enfrontar per qüestions nacionals. Quan Nehru va afirmar el control sobre la política del Caixmir, Patel es va oposar al fet que Nehru deixés de banda els funcionaris del seu ministeri d'interior. Nehru es va sentir ofès per la presa de decisions de Patel pel que fa a la integració dels estats, sense haver consultat ni ell ni el Consell de Ministres. Patel va demanar a Gandhi que l'alliberés de la seva obligació de servir, creient que una batalla política oberta perjudicaria l'Índia. Després de molta deliberació personal i contràriament a la predicció de Patel, Gandhi el 30 de gener de 1948 li va dir a Patel que no abandonés el govern. Una Índia lliure, segons Gandhi, necessitava tant Patel com Nehru. Patel va ser l'últim home que va parlar en privat amb Gandhi, que va ser assassinat pocs minuts després de la marxa de Patel. Després de Gandhi, Nehru i Patel es van abraçar i es van dirigir junts a la nació. Patel va donar consol a molts socis i amics i immediatament es va moure per prevenir qualsevol possible violència. Dos mesos després de la mort de Gandhi, Patel va patir un gran atac de cor; l'actuació oportuna de la seva filla, la seva secretària i una infermera va salvar la vida de Patel. Parlant més tard, Patel va atribuir l'atac al dolor embotellat a causa de la mort de Gandhi.
Els mitjans de comunicació i altres polítics van criticar que el ministeri de l'Interior de Patel no havia pogut protegir Gandhi. Esgotat emocionalment, Patel va presentar una carta de renúncia oferint-se a deixar el govern. El secretari de Patel el va persuadir de retenir la carta, veient-la com un farratge per als enemics polítics de Patel i el conflicte polític a l'Índia. No obstant això, Nehru va enviar a Patel una carta descartant qualsevol qüestió de diferències personals o desig de l'expulsió de Patel. Va recordar a Patel la seva associació de 30 anys en la lluita per la independència i va afirmar que després de la mort de Gandhi, era especialment malament que es barallen. Nehru, Rajagopalachari i altres congressistes van defensar públicament Patel. Emocionat, Patel va avalar públicament el lideratge de Nehru i va refutar qualsevol suggeriment de discòrdia, i va dissipar qualsevol idea que ell volia ser primer ministre.
Nehru va donar mà lliure a Patel per integrar els estats principescos a l'Índia. Tot i que els dos es van comprometre amb el lideratge conjunt i la no ingerència en els afers del partit del Congrés, de vegades es criticaven mútuament en qüestions de política, enfrontant-se als problemes de la integració d'Hyderabad i la mediació de l'ONU al Caixmir. Nehru va declinar el consell de Patel sobre l'enviament d'ajuda al Tibet després de la seva invasió de 1950 per la República Popular de la Xina i sobre l'expulsió dels portuguesos de Goa per la força militar.

## Estàtua de la Unitat
El 31 d'octubre de 2018 fou inaugurada l'Estàtua de la Unitat, l'estàtua més alta del món, en el seu honor.